# Roella
|  | Per a altres significats, vegeu «rosella». |

El Roella és un dels diversos gèneres de plantes amb flor de la família de les campanulàcies.
És un gènere de plantes amb flor que es fan en arbustos petits. Creixen a les faldes pedregoses dels turons. Les seves grans flors blaves naixen a l'extrem de les branques, soles o en grup.
És un gènere endèmic de Sud-àfrica, on vint-i-quatre de les seves seixanta espècies es fan de manera natural en la província del Cap Occidental.

## Taxonomia
| - Roella alpina Bond 1940 - Roella amplexicaulis Dod 1901 - Roella angustifolia Roxb. - Roella arenaria Schlechter - Roella bracteata A.DC. - Roella bryoides Bueck - Roella caespitosa Banks ex A.DC. 1839 - Roella campestris A.DC. 1839 - Roella cernua Brouss. 1805 - Roella ciliata L. - Roella cinerea A.DC. - Roella compacta Thunb. ex A.DC. 1839 - Roella cuspidata Adamson 1952 - Roella decumbens Loud. - Roella decurrens Andrews - Roella dregeana A.DC. 1839 - Roella dunantii A.DC. - Roella eckloniana Buek - Roella elegans Paxton 1839 - Roella erecta Banks ex A.DC. 1839 - Roella ericoides Spreng. 1824 - Roella filiformis Poir. 1804 - Roella fruticosa L'Hér. ex A.DC. 1839 - Roella fruticulosa Classificada en la família de les Zygophyllaceae (DC.) Hereman 1868 - Roella glabra Poir. 1804 - Roella glabrella Banks ex A.DC. 1839 - Roella glauca Buek - Roella glomerata A.DC. 1839 - Roella goodiana Adamson 1939 - Roella gracilis Eckl. i Zeyh. 1837 | - Roella incurva Banks ex A.DC. - Roella insizwae Zahlbr. - Roella interrupta Banks ex A.DC. 1839 - Roella lateriflora Banks ex A.DC. 1839 - Roella latiloba A.DC. 1839 - Roella leptosepala Sond. - Roella lightfootioides Schltr. - Roella linifolia Roxb. - Roella maculata Adamson 1952 - Roella minor Buek - Roella muscosa L. 1782 - Roella nitida Banks ex A.DC. 1839 - Roella paniculata Roxb. P.J.Bergius - Roella pedunculata P.J.Bergius - Roella pinifolia Thunb. ex A.DC. 1839 - Roella prostrataEckl. i Zeyh. 1837 - Roella psammophila Schltr. - Roella recurva Banks ex A.DC. 1839 - Roella recurvata A.DC. 1839 - Roella reflexa Banks ex A.DC. 1839 - Roella reticulata Lam. 1804 - Roella rhodantha Adamson 1952 - Roella rigidula Banks ex A.DC. 1839 - Roella secunda Buek - Roella spicata L. 1782 - Roella squarrosa P.J.Bergius - Roella tenuifolia Thunb. - Roella ternifolia Willd. ex Harv. i Sond. - Roella thunbergii A.DC. - Roella triflora (R.D.Good) Adamson 1952 |